# Diocesi di Rondonópolis-Guiratinga
La diocesi di Rondonópolis-Guiratinga (in latino: Dioecesis Rondonopolitana-Guiratingensis) è una sede della Chiesa cattolica in Brasile suffraganea dell'arcidiocesi di Cuiabá. Nel 2022 contava 288.000 battezzati su 389.670 abitanti. È retta dal vescovo Maurício da Silva Jardim.

## Territorio
La diocesi comprende alcuni comuni dello stato brasiliano del Mato Grosso:
- per intero i comuni di Rondonópolis, Alto Araguaia, Alto Garças, Alto Taquari, Dom Aquino, Guiratinga, Itiquira, Jaciara, Juscimeira, Pedra Preta, São José do Povo, São Pedro da Cipa e Tesouro;
- in parte i comuni di Barão de Melgaço, Cuiabá e Santo Antônio do Leverger.

Sede vescovile è la città di Rondonópolis, dove si trova la cattedrale della Santa Croce. Nella città di Guiratinga si trova la concattedrale di San Giovanni Battista.
Il territorio è suddiviso in 22 parrocchie.

## Storia
La prelatura territoriale di Chapada fu eretta il 13 luglio 1940 con la bolla Quo christifidelibus di papa Pio XII, ricavandone il territorio dall'arcidiocesi di Cuiabá, dalla diocesi di Corumbá e dalla prelatura territoriale di Registro do Araguaia.
Il 25 novembre 1961 per effetto del decreto Cum urbs della Congregazione concistoriale la sede prelatizia fu trasferita da Chapada dos Guimarães a Rondonópolis e la circoscrizione assunse il nome di prelatura territoriale di Rondonópolis.
Il 15 febbraio 1986 la prelatura territoriale fu elevata a diocesi con la bolla Laetantes omnino di papa Giovanni Paolo II.
Il 23 dicembre 1997 cedette una porzione del suo territorio a vantaggio dell'erezione della prelatura territoriale di Paranatinga (oggi diocesi di Primavera do Leste-Paranatinga).
Il 25 giugno 2014, in forza della bolla Ad totius dominici di papa Francesco, ha annesso alcuni comuni della soppressa diocesi di Guiratinga e parti di territorio dell'arcidiocesi di Cuiabá, cedendone altri alla diocesi di Primavera do Leste-Paranatinga, e contestualmente ha assunto il nome attuale.

## Cronotassi dei vescovi
Si omettono i periodi di sede vacante non superiori ai 2 anni o non storicamente accertati.
- Vunibaldo Godchard Talleur, O.F.M. † (20 dicembre 1947 - 1970 dimesso)
- Osório Willibaldo Stoffel, O.F.M. † (27 novembre 1970 - 19 novembre 1997 ritirato)
- Juventino Kestering † (19 novembre 1997 - 28 marzo 2021 deceduto)
- Maurício da Silva Jardim, dall'8 giugno 2022

## Statistiche
La diocesi nel 2022 su una popolazione di 389.670 persone contava 288.000 battezzati, corrispondenti al 73,9% del totale.
| anno | popolazione | popolazione | popolazione | presbiteri | presbiteri | presbiteri | presbiteri                | diaconi | religiosi | religiosi | parrocchie |
| anno | battezzati  | totale      | %           | numero     | secolari   | regolari   | battezzati per presbitero | diaconi | uomini    | donne     | parrocchie |
| ---- | ----------- | ----------- | ----------- | ---------- | ---------- | ---------- | ------------------------- | ------- | --------- | --------- | ---------- |
| 1950 | 35.000      | 37.000      | 94,6        | 5          |            | 5          | 7.000                     |         | 7         | 16        | 2          |
| 1966 | 10.000      | 100.000     | 10,0        | 10         | 2          | 8          | 1.000                     |         | 15        | 35        | 6          |
| 1970 | 160.000     | 175.000     | 91,4        | 19         | 12         | 7          | 8.421                     | 1       | 12        | 62        | 10         |
| 1976 | 105.000     | 150.000     | 70,0        | 14         | 9          | 5          | 7.500                     | 1       | 10        | 60        | 10         |
| 1980 | 175.000     | 229.000     | 76,4        | 16         | 10         | 6          | 10.937                    |         | 8         | 54        | 11         |
| 1990 | 229.000     | 270.000     | 84,8        | 23         | 10         | 13         | 9.956                     |         | 19        | 52        | 14         |
| 1999 | 240.000     | 270.000     | 88,9        | 28         | 18         | 10         | 8.571                     | 1       | 19        | 51        | 15         |
| 2000 | 245.000     | 280.000     | 87,5        | 26         | 16         | 10         | 9.423                     | 1       | 12        | 49        | 15         |
| 2001 | 240.000     | 275.000     | 87,3        | 25         | 17         | 8          | 9.600                     | 1       | 17        | 51        | 15         |
| 2002 | 240.000     | 275.000     | 87,3        | 25         | 17         | 8          | 9.600                     | 1       | 9         | 47        | 15         |
| 2003 | 242.000     | 278.000     | 87,1        | 28         | 20         | 8          | 8.642                     | 1       | 16        | 46        | 15         |
| 2004 | 237.000     | 275.000     | 86,2        | 23         | 15         | 8          | 10.304                    | 1       | 10        | 47        | 15         |
| 2010 | 238.000     | 291.000     | 81,8        | 26         | 20         | 6          | 9.153                     | 2       | 16        | 46        | 15         |
| 2014 | 255.500     | 327.000     | 78,1        | 31         | 24         | 7          | 8.241                     | 2       | 12        | 47        | 20         |
| 2017 | 255.990     | 345.760     | 74,0        | 37         | 28         | 9          | 6.918                     |         | 11        | 57        | 21         |
| 2020 | 262.000     | 353.800     | 74,1        | 37         | 29         | 8          | 7.081                     |         | 11        | 53        | 22         |
| 2022 | 288.000     | 389.670     | 73,9        | 37         | 28         | 9          | 7.783                     |         | 16        | 50        | 22         |